# Proviadana
Proviadana is een geslacht van rechtvleugeligen uit de familie sabelsprinkhanen (Tettigoniidae). De wetenschappelijke naam van dit geslacht is voor het eerst geldig gepubliceerd in 1933 door Hebard.

## Soorten
Het geslacht Proviadana omvat de volgende soorten:
- Proviadana lita Hebard, 1933
- Proviadana paralita Márquez Mayaudón, 1965